# アジアドリームタッグ王座
アジアドリームタッグ王座は、チョコプロ レスリングが管理、認定している王座。

## 歴史
2016年3月19日、日本とタイはもちろん台湾、香港、シンガポール、マレーシアなど国境を越えてアジアのプロレス界を盛り上げるために創設。3月24日、プロレスリング我闘雲舞（後のチョコプロ レスリング）新木場1stRING大会で行われた初代王座決定戦に勝利したSAKI&MIZUKI組が初代王者になった。

## 歴代王者
| 歴代   | タッグチーム                                   | 戴冠回数 | 防衛回数 | 獲得日付       | 獲得場所 （対戦相手・その他）                  |
| ------ | ---------------------------------------------- | -------- | -------- | -------------- | ---------------------------------------------- |
| 初代   | ブリバト♡ （SAKI&MIZUKI）                      | 1        | 1        | 2016年3月24日  | 新木場1stRING さくらえみ&マサ高梨              |
| 第2代  | ハッピーメーカーズ2 （希月あおい&帯広さやか）  | 1        | 2        | 2016年6月22日  | 後楽園ホール                                   |
| 第3代  | ことりほ （「ことり」&里歩）                   | 1        | 1        | 2016年12月24日 | 板橋グリーンホール                             |
| 第4代  | 百均サンダーズ （さくらえみ&高梨将弘）         | 1        | 5        | 2017年3月28日  | 新木場1stRING                                  |
| 第5代  | トロピカワイルド （沙紀&水森由菜）             | 1        | 0        | 2018年8月21日  | 新木場1stRING                                  |
| 第6代  | 里歩&真琴                                      | 1        | 0        | 2018年12月11日 | 新木場1stRING                                  |
| 第7代  | トロピカワイルド （SAKI&水森由菜）             | 2        | 4        | 2019年3月22日  | 新木場1stRING                                  |
| 第8代  | リセット （さくらえみ&米山香織）               | 1        | 0        | 2020年3月20日  | 板橋グリーンホール                             |
| 第9代  | BestBros （駿河メイ&バリヤン・アッキ）         | 1        | 11       | 2020年12月31日 | 市ヶ谷チョコレート広場                         |
| 第10代 | CDK （高梨将弘&クリス・ブルックス）            | 1        | 9        | 2022年2月26日  | 市ヶ谷チョコレート広場                         |
| 第11代 | シン・ドラゴン （鈴木心&趙雲子龍）             | 1        | 2        | 2023年5月29日  | 新宿FACE 2023年10月8日に鈴木心が怪我のため返上 |
| 第12代 | BestBros （駿河メイ&バリヤン・アッキ）         | 2        | 2        | 2023年10月16日 | 新木場1stRING 米山香織&新納刃                  |
| 第13代 | 百均サンダーズ （さくらえみ&高梨将弘）         | 2        | 0        | 2024年5月30日  | 新宿FACE                                       |
| 第14代 | ふたりはウサポポMaxheart♡ （SAKI&瑞希）        | 2        | 0        | 2024年7月31日  | 新木場1stRING                                  |
| 第15代 | Popcorn Carnival （帯広さやか&小石川チエ）     | 1        | 3        | 2024年8月31日  | 後楽園ホール                                   |
| 第16代 | ブラックコマネチ （桐原季子&アントーニオ本多） | 1        |          | 2024年12月30日 | 新宿FACE                                       |